# Bethlehem (Virgínia de l'Oest)
Bethlehem és una població dels Estats Units a l'estat de Virgínia de l'Oest. Segons el cens del 2000 tenia 2.651 habitants.

## Demografia
Segons el cens del 2000, Bethlehem tenia 2.651 habitants, 1.127 habitatges, i 793 famílies. La densitat de població era de 290 habitants per km².
Dels 1.127 habitatges en un 28,1% hi vivien nens de menys de 18 anys, en un 61,2% hi vivien parelles casades, en un 7,1% dones solteres, i en un 29,6% no eren unitats familiars. En el 26,4% dels habitatges hi vivien persones soles el 13% de les quals corresponia a persones de 65 anys o més que vivien soles. El nombre mitjà de persones vivint en cada habitatge era de 2,35 i el nombre mitjà de persones que vivien en cada família era de 2,83.
Per edats la població es repartia de la següent manera: un 21,6% tenia menys de 18 anys, un 5,4% entre 18 i 24, un 26,6% entre 25 i 44, un 26,1% de 45 a 60 i un 20,3% 65 anys o més.
L'edat mediana era de 43 anys. Per cada 100 dones de 18 o més anys hi havia 92,4 homes.
La renda mediana per habitatge era de 43.802 $ i la renda mediana per família de 49.491 $. Els homes tenien una renda mediana de 37.850 $ mentre que les dones 25.750 $. La renda per capita de la població era de 21.995 $. Entorn del 0,5% de les famílies i el 2,2% de la població estaven per davall del llindar de pobresa.

## Poblacions més properes
El següent diagrama mostra les poblacions més properes.